# 82ste Oscaruitreiking
De 82ste Oscaruitreiking, waarbij prijzen werden uitgereikt aan de beste prestaties in films uit 2009, vond op 7 maart 2010 plaats in het Kodak Theatre in Hollywood. De ceremonie werd gepresenteerd door Alec Baldwin en Steve Martin. De genomineerden werden op 2 februari bekendgemaakt door Thom Sherak, voorzitter van de Academy, en actrice Anne Hathaway in het Samuel Goldwyn Theater te Beverly Hills.
De grote winnaar van de avond was The Hurt Locker, met in totaal zes Oscars. Kathryn Bigelow was de eerste vrouw die de Oscar voor beste regisseur won. Voor het eerst sinds 1943 waren er tien genomineerden voor beste film.
Opvallend was dat Sandra Bullock dit jaar een Razzie kreeg voor slechtste actrice in All About Steve en een Oscar voor beste actrice in The Blind Side.

## Winnaars en genomineerden
De winnaars staan bovenaan in vet lettertype.

#### Beste film
- The Hurt Locker
  -  Avatar
  - The Blind Side
  - District 9
  - An Education
  - Inglourious Basterds
  - Precious: Based on the Novel "Push" by Sapphire
  - A Serious Man
  - Up
  - Up in the Air

#### Beste regisseur
- Kathryn Bigelow - The Hurt Locker
  - James Cameron -  Avatar
  - Lee Daniels - Precious: Based on the Novel "Push" by Sapphire
  - Jason Reitman - Up in the Air
  - Quentin Tarantino - Inglourious Basterds

#### Beste mannelijke hoofdrol
- Jeff Bridges - Crazy Heart
  - George Clooney - Up in the Air
  - Colin Firth - A Single Man
  - Morgan Freeman - Invictus
  - Jeremy Renner - The Hurt Locker

#### Beste vrouwelijke hoofdrol
- Sandra Bullock - The Blind Side
  - Helen Mirren - The Last Station
  - Carey Mulligan - An Education
  - Gabourey Sidibe - Precious: Based on the Novel "Push" by Sapphire
  - Meryl Streep - Julie & Julia

#### Beste mannelijke bijrol
- Christoph Waltz - Inglourious Basterds
  - Matt Damon - Invictus
  - Woody Harrelson - The Messenger
  - Christopher Plummer - The Last Station
  - Stanley Tucci - The Lovely Bones

#### Beste vrouwelijke bijrol
- Mo'Nique - Precious: Based on the Novel "Push" by Sapphire
  - Penélope Cruz -  Nine
  - Vera Farmiga - Up in the Air
  - Maggie Gyllenhaal - Crazy Heart
  - Anna Kendrick - Up in the Air

#### Beste originele scenario
- The Hurt Locker - Mark Boal
  - Inglourious Basterds - Quentin Tarantino
  - The Messenger - Alessandro Camon en Oren Moverman
  - A Serious Man - Joel Coen en Ethan Coen
  - Up - Bob Peterson, Pete Docter en Tom McCarthy

#### Beste bewerkte scenario
- Precious: Based on the Novel "Push" by Sapphire - Geoffrey Fletcher
  - District 9 - Neill Blomkamp en Terri Tatchell
  - An Education - Nick Hornby
  - In the Loop - Jesse Armstrong, Simon Blackwell, Armando Iannucci en Tony Roche
  - Up in the Air - Jason Reitman en Sheldon Turner

#### Beste niet-Engelstalige film
- The Secret in Their Eyes - Argentinië
  - Ajami - Israël
  - The Milk of Sorrow - Peru
  - A Prophet - Frankrijk
  - The White Ribbon - Duitsland

#### Beste animatiefilm
- Up - Pete Docter
  - Coraline - Henry Selick
  - Fantastic Mr. Fox - Wes Anderson
  - The Princess and the Frog - John Musker en Ron Clements
  - The Secret of Kells - Tomm Moore

#### Beste documentaire
- The Cove - Louie Psihoyos en Fisher Stevens
  - Burma VJ - Anders Østergaard en Lise Lense-Møller
  - Food, Inc. - Robert Kenner en Elise Pearlstein
  - The Most Dangerous Man in America: Daniel Ellsberg and the Pentagon Papers - Judith Ehrlich en Rick Goldsmith
  - Which Way Home - Rebecca Camissa

#### Beste camerawerk
- Avatar - Mauro Fiore
  - Harry Potter and the Half-Blood Prince - Bruno Delbonnel
  - The Hurt Locker - Barry Ackroyd
  - Inglourious Basterds - Robert Richardson
  - The White Ribbon - Christian Berger

#### Beste montage
- The Hurt Locker - Bob Murawski en Chris Innis
  - Avatar - Stephen Rivkin, John Refoua en James Cameron
  - District 9 - Julian Clarke
  - Inglourious Basterds - Sally Menke
  - Precious: Based on the Novel "Push" by Sapphire - Joe Klotz

#### Beste artdirection
- Avatar - Rick Carter, Robert Stromberg en Kim Sinclair
  - The Imaginarium of Doctor Parnassus - Dave Warren, Anastasia Masaro en Caroline Smith
  - Nine - John Myhre en Gordon Sim
  - Sherlock Holmes - Sarah Greenwood en Katie Spencer
  - The Young Victoria - Patrice Vermette en Maggie Gray

#### Beste originele muziek
- Up - Michael Giacchino
  - Avatar - James Horner
  - Fantastic Mr. Fox - Alexandre Desplat
  - The Hurt Locker - Marco Beltrami en Buck Sanders
  - Sherlock Holmes - Hans Zimmer

#### Beste originele nummer
- "The Weary Kind" uit Crazy Heart - Muziek en tekst: Ryan Bingham en T Bone Burnett
  - "Almost There'" uit The Princess and the Frog - Muziek en tekst: Randy Newman
  - "Down in New Orleans" uit The Princess and the Frog - Muziek en tekst: Randy Newman
  - "Loin de Paname" uit Paris 36 - Muziek: Reinhardt Wagner, tekst: Frank Thomas
  - "Take It All" uit Nine - Muziek en tekst: Maury Yeston

#### Beste geluidsmixing
- The Hurt Locker - Paul N.J. Ottosson en Ray Beckett
  - Avatar - Christopher Boyes, Gary Summers, Andy Nelson en Tony Johnson
  - Inglourious Basterds - Michael Minkler, Tony Lamberti en Mark Ulano
  - Star Trek - Anna Behlmer, Andy Nelson en Peter J. Devlin
  - Transformers: Revenge of the Fallen - Greg P. Russell, Gary Summers en Geoffrey Patterson

#### Beste geluidsbewerking
- The Hurt Locker - Paul N.J. Ottosson
  - Avatar - Christopher Boyes en Gwendolyn Yates Whittle
  - Inglourious Basterds - Wylie Stateman
  - Star Trek - Mark Stoeckinger en Alan Rankin
  - Up - Michael Silvers en Tom Myers

#### Beste visuele effecten
- Avatar - Joe Letteri, Stephen Rosenbaum, Richard Baneham en Andrew R. Jones
  - District 9 - Dan Kaufman, Peter Muyzers, Robert Habros en Matt Aitken
  - Star Trek - Roger Guyett, Russell Earl, Paul Kavanagh en Burt Dalton

#### Beste kostuumontwerp
- The Young Victoria - Sandy Powell
  - Bright Star - Janet Patterson
  - Coco Before Chanel - Catherine Leterrier
  - The Imaginarium of Doctor Parnassus - Monique Prudhomme
  - Nine - Colleen Atwood

#### Beste grime
- Star Trek - Barney Burman, Mindy Hall en Joel Harlow
  -  Il Divo - Aldo Signoretti en Vittorio Sodano
  - The Young Victoria - John Henry Gordon en Jenny Shircore

#### Beste korte film
- The New Tenants - Joachim Back en Tivi Magnusson
  - The Door - Juanita Wilson en James Flynn
  - Instead of Abracadabra - Patrik Eklund en Mathias Fjellström
  - Kavi - Gregg Helvey
  - Miracle Fish - Luke Doolan en Drew Bailey

#### Beste korte animatiefilm
- Logorama - Nicholas Schmerkin
  - French Roast - Fabrice O. Joubert
  - Granny O'Grimm's Sleeping Beauty - Nicky Phelan en Darragh O'Connell
  - The Lady and the Reaper (La Dama y la Muerte) - Javier Recio Gracia
  - A Matter of Loaf and Death - Nick Park

#### Beste korte documentaire
- Music by Prudence - Roger Ross Williams en Elinor Burkett
  - China's Unnatural Disaster: The Tears of Sichuan Province - Jon Alpert en Matthew O'Neill
  - The Last Campaign of Governor Booth Gardner - Daniel Junge en Henry Ansbacher
  - The Last Truck: Closing of a GM Plant - Steven Bognar en Julia Reichert
  - Rabbit à la Berlin - Bartek Konopka en Anna Wydra

## Films met meerdere nominaties
De volgende films ontvingen meerdere nominaties:
| Nominaties | Film                                            | Awards |
| ---------- | ----------------------------------------------- | ------ |
| 9          | Avatar                                          | 3      |
| 9          | The Hurt Locker                                 | 6      |
| 8          | Inglourious Basterds                            | 1      |
| 6          | Precious: Based on the Novel "Push" by Sapphire | 2      |
| 6          | Up in the Air                                   |        |
| 5          | Up                                              | 2      |
| 4          | District 9                                      |        |
| 4          | Nine                                            |        |
| 4          | Star Trek                                       | 1      |
| 3          | Crazy Heart                                     | 2      |
| 3          | An Education                                    |        |
| 3          | The Princess and the Frog                       |        |
| 3          | The Young Victoria                              | 1      |
| 2          | The Blind Side                                  | 1      |
| 2          | Fantastic Mr. Fox                               |        |
| 2          | The Imaginarium of Doctor Parnassus             |        |
| 2          | Invictus                                        |        |
| 2          | The Last Station                                |        |
| 2          | The Messenger                                   |        |
| 2          | A Serious Man                                   |        |
| 2          | Sherlock Holmes                                 |        |
| 2          | The White Ribbon                                |        |